# Lilium bakerianum

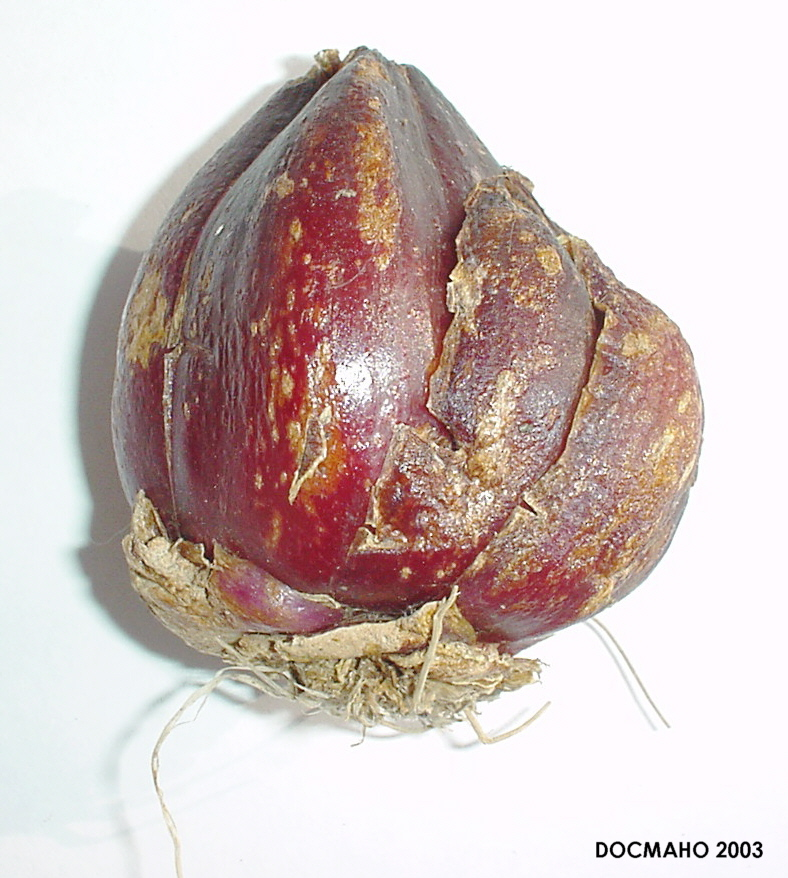
Bulbo da Lilium bakerianum.

Lilium bakerianum é uma espécie de planta com flor, pertencente à família Liliaceae.
É nativa das províncias de Guizhou, Sichuan, Yunnan na República Popular da China, é encontrada também no Nepal e Myanmar. Floresce entre as altitudes de 1 500 até 3 800 metros.